# Lochau (Duitsland)
Lochau is een plaats en voormalige gemeente in de Duitse deelstaat Saksen-Anhalt, en maakt deel uit van de Landkreis Saalekreis.
Lochau telt 1.017 inwoners.